# Fleischer Antal (karmester)
Fleischer Antal (Makó, 1889. május 30. – Budapest, 1945. október 30.) magyar karmester, korrepetitor, zeneszerző, zenetanár.

## Életpályája
Szülei Fleischer Gusztáv bankigazgató és Bienenfeld Mária voltak. A század elején családjával Szegedre költözött. Herzfeld Viktor, Kodály Zoltán és Koessler János tanítványa volt. 1912–1915 között budapesti Népopera korrepetitora, majd karnagya volt. 1915–1920 között a Magyar Állami Operaháznál dolgozott Egisto Tango mellett mint korrepetitor, 1920–1945 között karmesteri állásban. 1919–1935 között a Nemzeti Zenede tanáraként dolgozott.
Sírja a Fiumei úti sírkertben található.

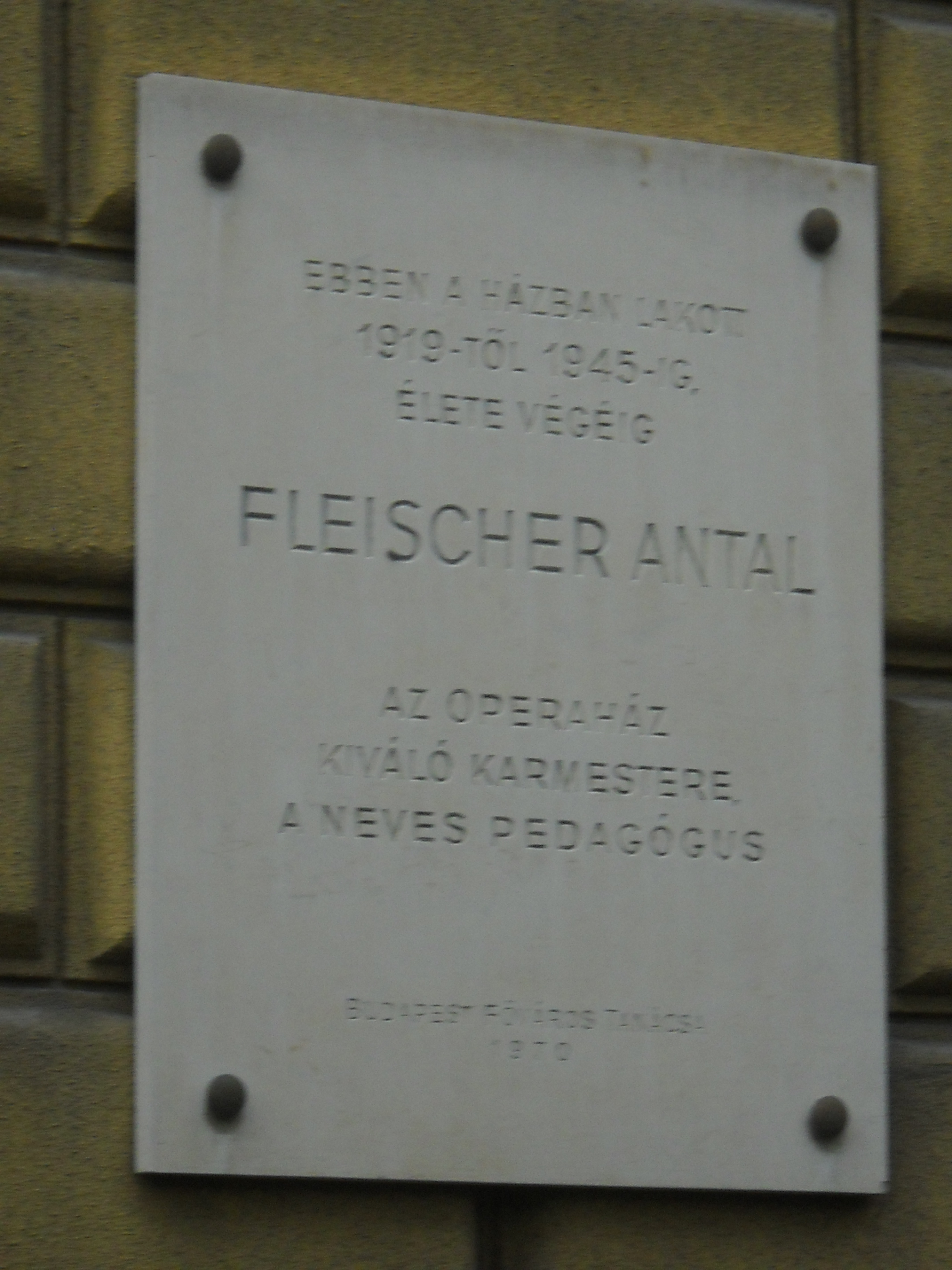
Fleischer Antal emléktáblája, Budapest, VI., Városligeti fasor 2.

## Magánélete
Felesége Belgráder Simon és Gruber Janka lánya, Margit (1882–1973) volt, akivel 1916. március 21-én Budapesten kötött házasságot.

## Művei
- A rózsa és a csalogány (drámai szimfónia)
- Éjféli ballada (zenekari ballada)

## Források

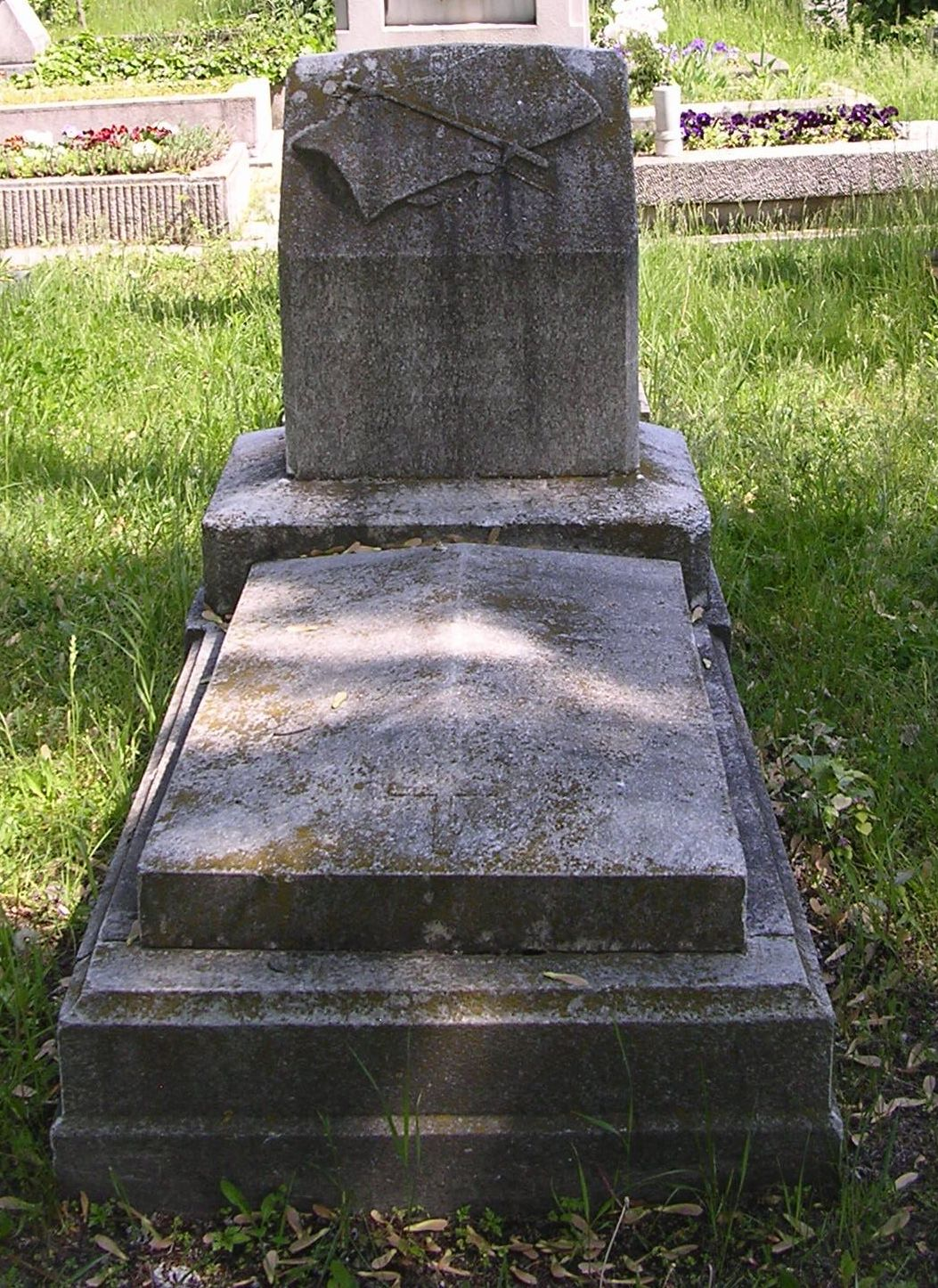
Sírja a Fiumei úti sírkertben (34-1-81)